# Хазуме, Ромуальд
Ромуальд Хазуме  (Romuald Hazoumé; род. 7 февраля 1962, Порто-Ново, Республика Бенин) — один из ведущих современных африканских художников, лауреат премии Арнольда Боде 12-й Документы в Касселе, Германия (награда была присуждена художнику за инсталляцию «Dream» — сделанную из канистр копию корабля, перевозившего экономических мигрантов из Африки в Европу).

## Биография
Ромуальд Хазуме родился в 1962 в Порто-Ново, Республика Бенин, живёт в Котону и работает в Порто-Ново. Его творчество получило высокую оценку критики. Работы Ромуальда Хазуме стали известны в Великобритании благодаря выставке «Out of Africa» в Галерее Саатчи в 1992, на которой были представлены ироничные «маски» бенинского художника.
Ромуальд Хазуме работал со многими медиа на протяжении творческой карьеры: использовал старые канистры из-под бензина, создавал живопись маслом, масштабные инсталляций, видео и фотографии.
В середине 1980-х Ромуальд Хазуме начал большую серию работ, сделанных из выброшенных пластиковых канистр, в частности из канистр для бензина. После незначительных изменений, эти объекты становились масками и объектами. Критическое видение общества и глобальных проблем нашло отражение в монументальных инсталляциях, в которых Ромуальд Хазуме обращался к истории рабства и практике чёрного рынка.
Одна из наиболее известных работ художника — большая инсталляция «La Bouche du Roi» (создана между 1997 и 2005, куплена Британским музеем в 2007) — демонстрировалась на персональной выставке художника в Британском Музее, Лондон, на выставке «100 % Afrique» в Музее Гуггенхайма в Бильбао и на выставке «Uncomfortable Truths» в Музее Виктории и Альберта в Лондоне.

## Персональные выставки
- 2009 Made in Porto-Novo, October Gallery, Лондон
- 2009 Exit Ball, Galerie Aliceday, Брюссель
- 2009 La Bouche du Roi, The Herbert Museum and Art Gallery, Ковентри
- 2008/9 La Bouche du Roi, Horniman Museum, Лондон
- 2007 La Bouche du Roi, The British Museum, Лондон; Ferens Art Gallery, Hull; Merseyside Maritime Museum, National Museums Liverpool, Ливерпуль; Bristol’s City Museum & Art Gallery, Бристоль; Laing Art Gallery, Tyne & Wear Museums, Ньюкасл
- 2007 Art & Public, Женева
- 2006 La Bouche du Roi, Musée du Quai Branly, Париж
- 2005 Fondation Zinsou, Cotonou, Бенин
- 2005 La Bouche du Roi, Musée du Quai Branly, Париж
- 2005 ARTicle 14 — débrouille-toi, toi- même!, October Gallery, Лондон; World Museum, Ливерпуль
- 2002 La Bouche du Roi, The Menil Collection, Хьюстон
- 2002 Centre Culturel Français, Турин
- 2001 Galerie Olivier Houg, Леон
- 1999 La Bouche du Roi, Centre Culturel Français, Cotonou, Бенин
- 1999 Galerie Art & Public, Женева
- 1999 Galerie Gut Gasteil, Приглиц
- 1999 Vor-Sicht, Dany Keller Galerie, Мюнхен; Museum für Konkrete Kunst, Ингольштадт; The Project, Нью-Йорк
- 1998 Art Gallery of New South Wales, Сидней
- 1997 Galerie 20 x 2, Арнем
- 1996 Gelbe Musik Galerie, Берлин; Dany Keller Galerie, Мюнхен; Firma Harlekin Art, Висбаден